# Flickingeria shihfuana
Flickingeria shihfuana là một loài thực vật có hoa trong họ Lan. Loài này được T.P.Lin & Kuo Huang mô tả khoa học đầu tiên năm 2005.